# Стари град Змајевац (Челинац)
Стари град Змајевац је заштићемо подручје и једна од најпознатијих илирских градина у општини Челинац. Удаљена је десет километара од Бањалуке и налази се непосредно изнад ријеке Врбање, у близини жељезничког моста. Змајевац је био веома јако утврђење и један од централних војних објеката у овом региону. Данас остатке Змајевца чине само остаци зидина.